# Splash Mountain

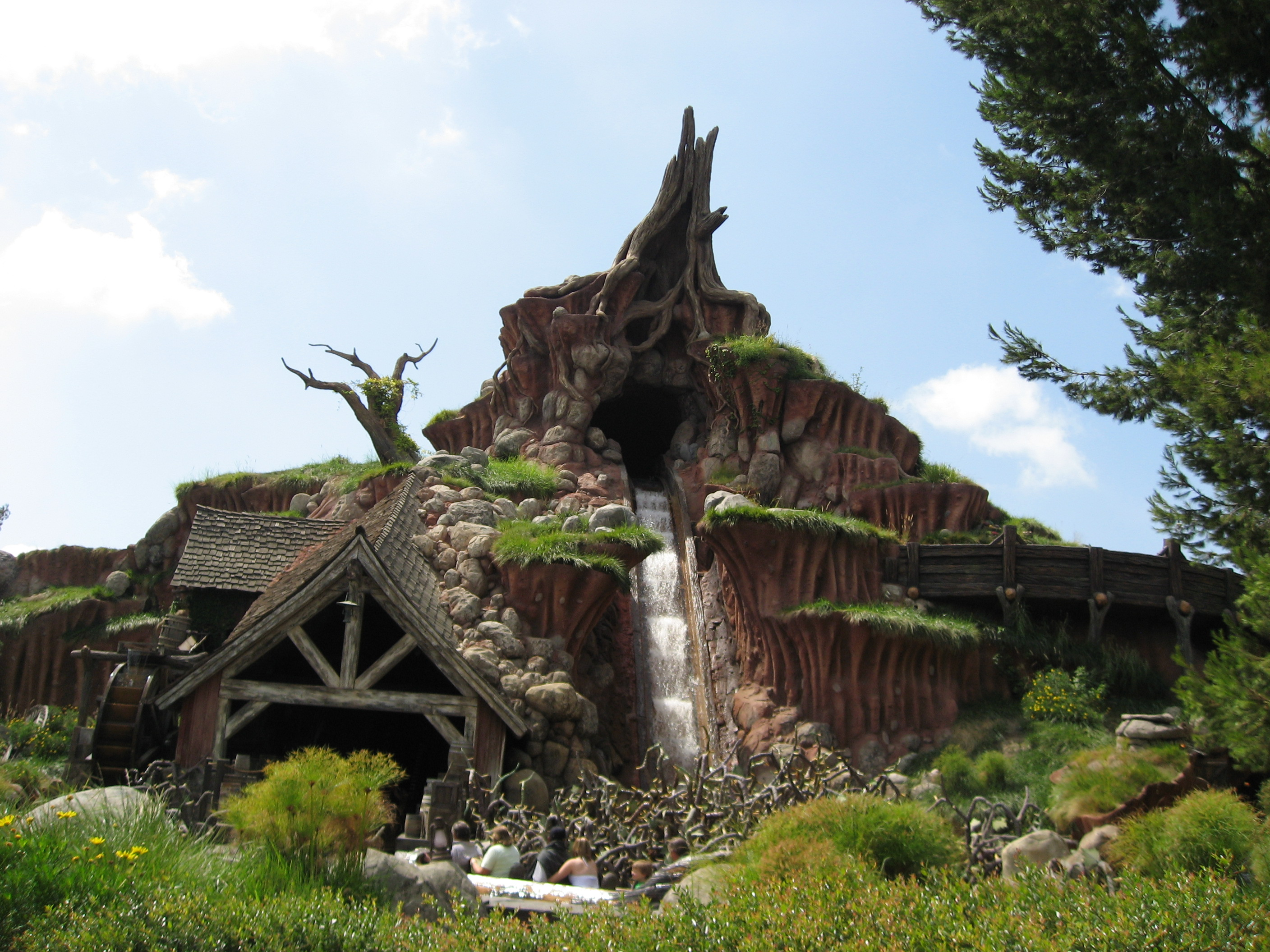
Splash Mountain; Disneyland Park; Anaheim; California

Splash Mountain è una dark ride in stile log flume (imbarcazioni simili a tronchi che scivolano in un percorso acquatico) che si trova a Disneyland, Tokyo Disneyland e al Magic Kingdom al Walt Disney World, basata sui personaggi, sulle storie e sulle canzoni del film Disney del 1946 I racconti dello zio Tom (Song of the South). La versione per Disneyland e Magic Kingdom è stata ritematizzata, in una nuova versione basata sul film La principessa e il ranocchio. La versione originale di Walt Disney World è stata chiusa il 23 gennaio 2023.

## Trama

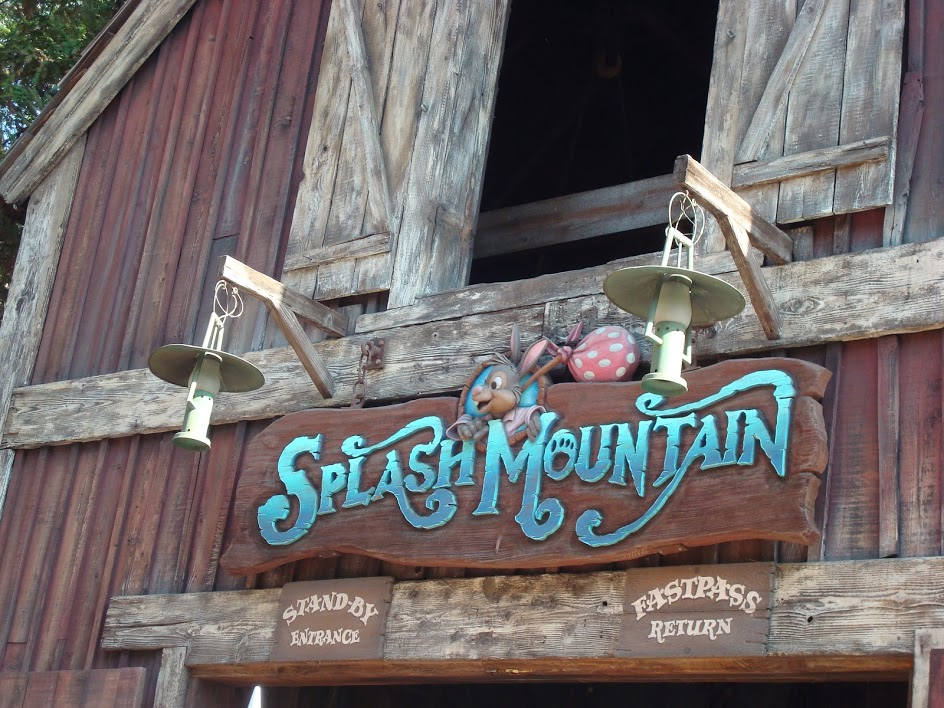
Entrata di Splash Mountain di Disneyland Park

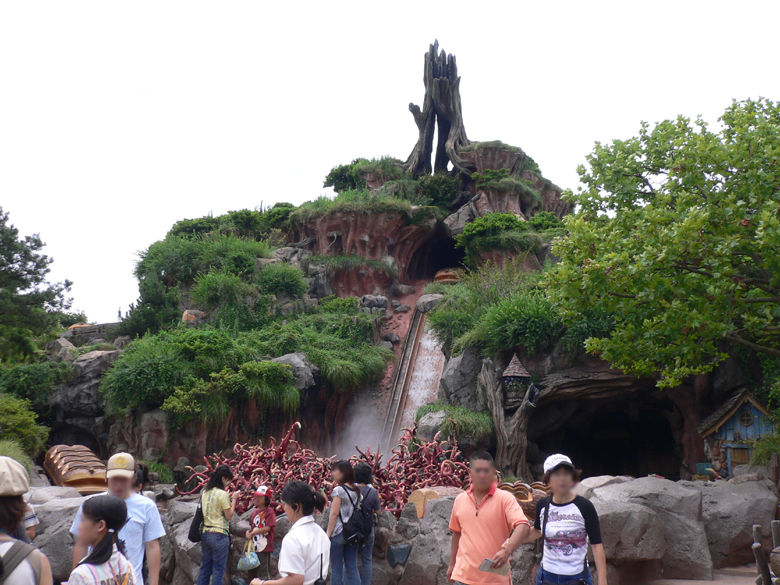
Splash Mountain di Tokyo Disneyland

L'attrazione è quasi identica nelle sue versioni: gli ospiti salgono sull'imbarcazione (da 4 posti a Disneyland o 8 a Magic Kingdom e Tokyo Disneyland) e iniziano una navigazione prima dell'area sottostante alla cascata, poi di una parte del primo piano. Dopo una piccola cascata comincia la parte Dark Ride dell'attrazione, con circa 60 audio-animatroni che cantano le canzoni di Song of the South, che culmina con la discesa dalla cascata principale di circa 16 metri. In seguito un'ultima zona Dark-ride presenta agli ospiti una nave da crociera in miniatura con una decina di audio-animatroni che cantano "Zip-a-Dee-Doo-Dah", la canzone più celebre di Song of the South, prima della fine dell'attrazione.